# Ján Krošlák
Ján Krošlák (Bratislava, 17 de outubro de 1972) é um ex-tenista profissional eslovaco.
Ján Krošlák em Atlanta 1996, foi derrotado na primeira rodada por MaliVai Washington.